# Молодёжь БНФ
Молодёжь Белорусского Народного Фронта (бел. Мо́ладзь Беларускага Народнага Фронта) — молодёжная политическая организация с собственной структурой, молодёжное крыло Партии БНФ.

## История
Официально молодёжная комиссия Партии БНФ была утверждена Сеймом Партии БНФ 7 ноября 2005 года. Молодёжь БНФ создавали молодые люди, которые были членами партии. В оргкомитет вошли: Александр Калита, Франак Вечёрко, Александр Мазаник, Евгений Пугач, Екатерина Марковская, Сергей Семенюк, Алексей Трубкин.
- I Съезд организации Молодёжь БНФ прошёл 24 сентября 2006 года. Председателем организации стал Александр Калита, заместителями - Илья Богдан и Сергей Семенюк. Также был избран Совет из 9 человек.
- II Съезд (11 ноября 2007 года). Алесь Калита был переизбран председателем Молодёжи БНФ[1].
- III Съезд (26 октября 2008 года). Председателем был избран член Партии БНФ Франак Вечёрко[2]. 28 января 2009 Франака Вечёрку, несмотря на медицинские противопоказания, забрали в армию[3]. Исполняющим обязанности председателя стала Екатерина Марковская.
- IV Съезд (19 октября 2009 года). На съезде председателем Молодёжи БНФ был избран Андрей Кречко[4], заместителями стали Антон Калиновский, Александра Климович и Сергей Семенюк.
- V Съезд (9 апреля 2011 года). Решено упразднить должность председателя организации и делегировать координационные полномочия Совету, который будет собираться каждый месяц[5].
- VI Съезд (9 октября 2016 года). Отменено решение V съезда об упразднении должности председателя организации и решено изменить символ организации на герб Феникс. Также внесены изменения в положение Молодёжи БНФ: ограничено количество раз пребывания на посту главы организации до двух, создан Совет, который будет состоять из заместителей председателя, руководителей городских организаций и руководителей направлений, ограничены полномочия руководителей. Председателем был избран Юрий Лукашевич.

VII Съезд (24 декабря 2017 года)
Внесены изменения в статут молодежи БНФ, срок избрания председателя организации уменьшен до одного года. Членство в организации соответственно мировым стандартам продлено до 35 лет. Также внесены поправки, позволяющие произвести импичмент председателя организации и поправки позволяющие распустить раду молодёжи БНФ. Произведено изменение названий должностей, существующих в организации.
Лидером организации была выбрана девушка— Анна Смилевич.

В 2008-2010 годах многие члены организации подпадали под репрессии: на сутках неоднократно сидел Алесь Калита, с университета незаконно были исключены Франак Вечёрко, Дмитрий Железниченко. Они же, как и Александр Калита, попали в армию.
В 2012—2015 годах организация испытывала проблемы в связи с политическими репрессиями.
25 августа 2015 года исполняющим обязанности руководителя Молодёжи БНФ стал Юрий Лукашевич.
В сентябре 2015 года Молодёжь БНФ начала возрождение. В 2015 и 2016 годах провела десятки различных акций в разных городах Республики Беларусь.
После парламентской кампании 2016 года некоторые члены организации попали под репрессии со стороны учебных заведений, но это не остановило деятельность организации: в Минске, Гродно, Бресте, Могилёве, Гомеле, Витебске, Слониме, Речице, Орше, Полоцке, Новополоцке, Бобруйске, Барановичах, Борисове, Жодино, Лиде, Сморгони, Молодечно, Пинске активисты Молодёжи БНФ продолжают реализовывать свои кампании, проводить мероприятия и акции.

## Деятельность
Членство в организации «Молодёжь БНФ» является открытым. Любой человек в возрасте от 14 до 30 лет, который заполнил анкету члена Молодёжи БНФ, может стать членом организации. В возрасте от 16 лет члены организации имеют возможность по желанию вступить в общественное объединение БНФ «Возрождение», а с 18 лет — в Партию БНФ. Члены организации «Молодёжь БНФ» имеют возможность принимать участие во всех мероприятиях Партии БНФ. Руководители отделов, местных ячеек, члены Рады обязательно должны являться членами Партии БНФ и принимать участие в заседаниях местных советов. Члены Молодёжи БНФ, которые являются членами Партии БНФ, могут участвовать в выборах как кандидаты от Партии БНФ.
Молодёжь БНФ провела ряд кампаний: «Кампания солидарности с политзаключёнными», «Кампания против отмены льгот», «За белорусизацию мобильных операторов», «За профессиональную армию», «Молодёжь БНФ — Белорусскому народу», «Я слушаю белорусскую музыку» (кампания против «чёрных» списков запрещённых белорусских музыкантов), «Я люблю Беларусь», «Защита Лошицкой усадьбы», «Кампания против переноса памятника М. Богдановичу», «Цветы отцам нации».
В президентской кампании 2010 года активисты Молодёжи БНФ участвовали в предвыборной кампании кандидата от Партии БНФ Григория Костусёва. Собирали подписи, агитировали, координоровали работу отдельных регионов.
Молодёжь БНФ активно принимала участие в парламентских выборах в 2016 году, агитируя за кандидатов от партии БНФ.
По состоянию на 2016 год Молодёжь БНФ проводит кампанию «За реабилитацию Ларисы Гениюш» и кампанию против давления по политическим мотивам «Ірыска супраць ціску!»

## Символика
Символом организации является герб Феникс, который символизирует возрождение, могущество, процветание и справедливость.
Неофициальными символами организации являются герб Гедиминовичей Колюмны и герб Ягеллонов.